# Cerafronídeos
Cerafronídeos (Ceraphronidae) é uma pequena família de insectos himenópteros, com 14 géneros e cerca de 360 espécies conhecidas. Muitas espécies ainda permanecem por descrever. É um grupo pouco conhecido como um todo, apesar de se pensar serem na sua maioria parasitas, especialmente de moscas, sendo algumas hiperparasitoides. Muitas são encontradas no solo e algumas não possuem asas.
A família pode ser distinguida da próxima Megaspilidae por ter um estigma muito pequeno na asa, um pecíolo do metassoma muito largo, e um único sulco mediano no mesoscuto.
A autoridade da família é Alexander Henry Haliday.

## Géneros
De acordo com o ITIS:
- Abacoceraphron Dessart, 1975
- Aphanogmus Thomson, 1858
- Ceraphron Jurine, 1807
- Cyoceraphron Dessart, 1975
- Donadiola Dessart, 1975
- Ecitonetes Brues, 1902
- Elysoceraphron Szelenyi, 1936
- Gnathoceraphron Dessart et Bin, 1981
- Homaloceraphron Dessart et Masner, 1969
- Kenitoceraphron Dessart, 1975
- Microceraphron Szelenyi, 1935
- Pteroceraphron Dessart, 1981
- Retasus Dessart, 1984
- Synarsis Förster, 1878